# فولوديمير ليوتي
فولوديمير ليوتي (بالأوكرانية: Лютий Володимир Іванович)‏ (مواليد 20 أبريل 1962) هو لاعب كرة قدم. لعب مع منتخب الاتحاد السوفيتي لكرة القدم. سبق له أن لعب في كأس العالم لكرة القدم مع منتخب بلاده.

## روابط خارجية
- فولوديمير ليوتي على موقع الاتحاد الدولي (مؤرشف)  (الإنجليزية)
- فولوديمير ليوتي على موقع اتحاد تركيا (لاعب) (الإنجليزية)
- فولوديمير ليوتي على موقع اتحاد أوكرانيا (الإنجليزية)
- فولوديمير ليوتي على موقع قاعدة بيانات كرة القدم.إي يو (الإنجليزية)
- فولوديمير ليوتي على موقع بيانات كرة القدم. دي إي (الألمانية)
- فولوديمير ليوتي على موقع ناشيونال فوتبول تيمز (الإنجليزية)
- فولوديمير ليوتي على موقع أوليمبيديا (الإنجليزية)